# Veľké Pole
Veľké Pole – wieś (obec) na Słowacji położona w kraju bańskobystrzyckim, w powiecie Žarnovica. Pierwsze wzmianki o miejscowości pochodzą z 1332 roku.
Według danych z dnia 31 grudnia 2012 roku, wieś zamieszkiwało 399 osób, w tym 190 kobiet i 209 mężczyzn.
W 2001 roku pod względem narodowości i przynależności etnicznej 99,36% mieszkańców stanowili Słowacy, a 0,21% Węgrzy.
Ze względu na wyznawaną religię struktura mieszkańców kształtowała się w 2001 roku następująco:
- Katolicy rzymscy – 79,41%
- Grekokatolicy – 0,21%
- Ewangelicy – 1,06%
- Ateiści – 12,74%
- Nie podano – 4,25%